# 群众出版社
群众出版社是中华人民共和国的一家出版社，为中华人民共和国公安部直属事业单位。

## 历史沿革
1956年10月6日成立于北京。前身是中国共产党为在北平开展秘密工作而开设的群众书店。“文革”期间一度停办，1978年1月重新组建。